# Audi A7
O Audi A7 é um cupê de alto nível que foi lançado em 2010. Ele se posiciona no mesmo segmento do Mercedes-Benz CLS e do BMW Série 6, juntamente com o modelo da Jaguar que entrará no lugar do XJ.
O cupê A7 tem uma nova plataforma, que também serve de base para o próximo Audi A6.
O Audi A7 tem um sistema de suspensão a ar, para dar tanto conforto quando o Mercedes-Benz CLS.
Os motores do Audi A7 são um 2.8 FSI e 3.0 TFSI, ambos V6 e o top de linha terá um 4.0 TFSI V8. No segmento do diesel teremos versões 2.7 e 3.0. O mais potente, Audi RS7, deverá usar uma versão modificada do motor dos RS6, um 5.2 V10 com dois turbos, gerando aproximadamente 600 cavalos de potência.
O câmbio poderá ser manual de seis ou de sete marchas, com opção de câmbio automatizado de dupla embreagem ou de transmissão continuamente variável (Câmbio CVT - Multitronic).

## Galeria
- Primeira geração (2010-2019)
- Segunda geração (2018-presente)